# Outing
Outing (em português: "tirar do armário") é o ato de revelar a orientação sexual ou identidade de género de uma pessoa LGBT sem o consentimento dessa pessoa. O "outing" levanta questões importantes de privacidade pessoal, liberdade de escolha, hipocrisia e danos pessoais, além de despertar o debate sobre o que constitui um bem comum nos esforços para combater a homofobia e o heterossexismo. O "outing" público tem como alvo figuras proeminentes da sociedade, como por exemplo, políticos conhecidos, atletas talentosos ou artistas populares. Aqueles que se opõem aos direitos LGBT, bem como ativistas dentro das comunidades LGBT, têm classificado este tipo de revelações públicas como meras campanhas ou táticas políticas. Algumas figuras públicas LGBT no armário podem decidir antecipar-se a um "outing" e assumir-se publicamente, embora nem sempre o único motivo para se assumirem seja este.

## Terminologia
É difícil identificar quem utilizou o termo "outing" com o sentido que lhe damos na modernidade. Numa edição de 1982 da Harper's, Taylor Branch previu que a "outage" se tornaria uma tática política na qual os homossexuais no armário ficariam sujeitos a fogo cruzado. O artigo "Forcing Gays Out of the Closet", de William A. Henry III na Time (29 de janeiro de 1990), introduziu o termo "outing" ao público em geral.

## História
Embora o termo seja recente, a prática é muito antiga. O "outing" era comumente praticado entre oradores gregos e romanos, de forma crítica. Com efeito, antes da era cristã, os atos homossexuais entre cidadãos adultos não eram penalizados pela leis grega e romana, mas eram considerados aceitáveis apenas em determinadas circunstâncias sociais, o que criava oportunidades para "outing".
Jornalistas de esquerda denunciaram a homossexualidade de Ernst Röhm, o braço direito de Adolf Hitler,  no início dos anos 1930, fazendo com que Brand escrevesse, "quando alguém - um professor, padre, representante ou estadista - gosta de revelar de forma degradante e da maneira mais prejudicial possível os contactos amorosos íntimos de outros - nesse momento, sua própria vida amorosa também deixa de ser um assunto privado e, daí em diante, o sujeito perde todo direito de ser protegido do escrutínio público e de perseguições suspeitas."
Nos anos 1950, durante o Lavender Scare, surgiram tablóides, tais como o Confidential, especializados na revelação de informações escandalosas pessoais sobre celebridades artísticas e políticas. Entre as figuras políticas visadas pela revista estiveram o subsecretário de Estado Sumner Welles e Arthur H. Vandenberg Jr., que foi secretário do presidente Eisenhower.